# Gymnastiek op de Olympische Zomerspelen 2020 – Rekstok mannen
De rekstok voor de mannen op de Olympische Zomerspelen 2020 in Tokio vond plaats op 24 juli (kwalificatie) en op 3 augustus 2021 (finale). Daiki Hashimoto won met 15.066 de Olympische medaille het zilver was voor de Kroaat Tin Srbić, Nikita Nagorny behaalde de bronzen medaille. 

## Format
Alle deelnemende turnsters moesten een kwalificatie-oefening turnen. De beste acht deelnemers gingen door naar de finale. Echter mochten er maximaal twee deelnemers per land in de finale komen. De scores van de kwalificatie werden bij de finale gewist, en alleen de scores die in de finale gehaald werden, telden.

## Uitslag
- D-score; de moeilijkheidsgraad van de oefening
- E-score; de uitvoeringsscore van de oefening
- Straf; straffen die zijn gegeven door de jury
- Totaal; D-score + E-score - straf geeft de totaalscore

### Kwalificatie
| Rang | Gymnast         | Gymnast | D-score | E-score | Straf | Totaal |    |
| ---- | --------------- | ------- | ------- | ------- | ----- | ------ | -- |
| 1    | Daiki Hashimoto | JPN     | 6.5     | 8.533   |       | 15.033 | Q  |
| 2    | Milad Karimi    | KAZ     | 6.4     | 8.366   |       | 14.766 | Q  |
| 3    | Tin Srbić       | CRO     | 6.2     | 8.433   |       | 14.633 | Q  |
| 4    | Brody Malone    | USA     | 6.5     | 8.033   |       | 14.533 | Q  |
| 5    | Nikita Nagorny  | ROC     | 6.0     | 8.466   |       | 14.466 | Q  |
| 6    | Takeru Kitazono | JPN     | 5.9     | 8.533   |       | 14.433 | Q  |
| 7    | Tyson Bull      | AUS     | 6.3     | 8.133   |       | 14.433 | Q  |
| 8    | Bart Deurloo    | NED     | 6.5     | 7.900   |       | 14.400 | Q  |
| 9    | Marios Georgiou | CYP     | 6.1     | 8.233   |       | 14.333 | R1 |
| 10   | Xiao Ruoteng    | CHN     | 6.0     | 8.266   |       | 14.266 | R2 |
| 11   | Lin Chaopan     | CHN     | 6.3     | 7.900   |       | 14.200 | R3 |

Reserve
- Marios Georgiou  CYP
- Xiao Ruoteng  CHN
- Lin Chaopan  CHN

### Finale
| Rang   | Gymnast         | Gymnast | D-score | E-score | Straf | Totaal |
| ------ | --------------- | ------- | ------- | ------- | ----- | ------ |
| Goud   | Daiki Hashimoto | JPN     | 6.5     | 8.566   |       | 15.066 |
| Zilver | Tin Srbić       | CRO     | 6.5     | 8.400   |       | 14.900 |
| Brons  | Nikita Nagorny  | ROC     | 6.0     | 8.533   |       | 14.533 |
| 4      | Brody Malone    | USA     | 6.5     | 7.700   |       | 14.200 |
| 5      | Tyson Bull      | AUS     | 5.8     | 6.666   |       | 12.466 |
| 6      | Takeru Kitazono | JPN     | 6.1     | 6.233   |       | 12.333 |
| 7      | Bart Deurloo    | NED     | 5.6     | 6.666   |       | 12.266 |
| 8      | Milad Karimi    | KAZ     | 5.0     | 6.266   |       | 11.266 |

1896: Hermann Weingärtner ·
1904: Anton Heida, Edward Hennig ·
1924: Leon Štukelj ·
1928: Georges Miez ·
1932: Dallas Bixler ·
1936: Aleksanteri Saarvala ·
1948: Josef Stalder ·
1952: Jack Günthard ·
1956: Takashi Ono ·
1960: Takashi Ono ·
1964: Boris Sjachlin ·
1968: Akinori Nakayama, Mikhail Voronin ·
1972: Mitsuo Tsukahara ·
1976: Mitsuo Tsukahara ·
1980: Stojan Deltsjev ·
1984: Shinji Morisue ·
1988: Vladimir Artemov, Valery Ljoekin ·
1992: Trent Dimas ·
1996: Andreas Wecker ·
2000: Aleksej Nemov ·
2004: Igor Cassina ·
2008: Zou Kai ·
2012: Epke Zonderland ·
2016: Fabian Hambüchen ·
2020: Daiki Hashimoto · 
2024: Shinnosuke Oka